# Schloss Lütetsburg
Das Schloss Lütetsburg ist ein Wasserschloss in der Gemeinde Lütetsburg in Ostfriesland.
Die Schlossanlage ist namensgebend für die Gemeinde und besteht aus einem Wohnhaus, einer Vorburg und einem Park. Das Schloss liegt östlich der Stadt Norden und wurde im Verlauf der Jahrhunderte mehrfach grundlegend umgebaut. Die dreiflügelige Vorburg gehört zur zweiten, vom Häuptling Unico Manninga von 1557 bis 1576 erbauten Anlage, ihr Torturm von 1731 zur dritten. Das Schloss selbst entstand in den Jahren 1959 bis 1960 auf den Grundmauern des niedergebrannten Vorgängerbaus.

## Baugeschichte

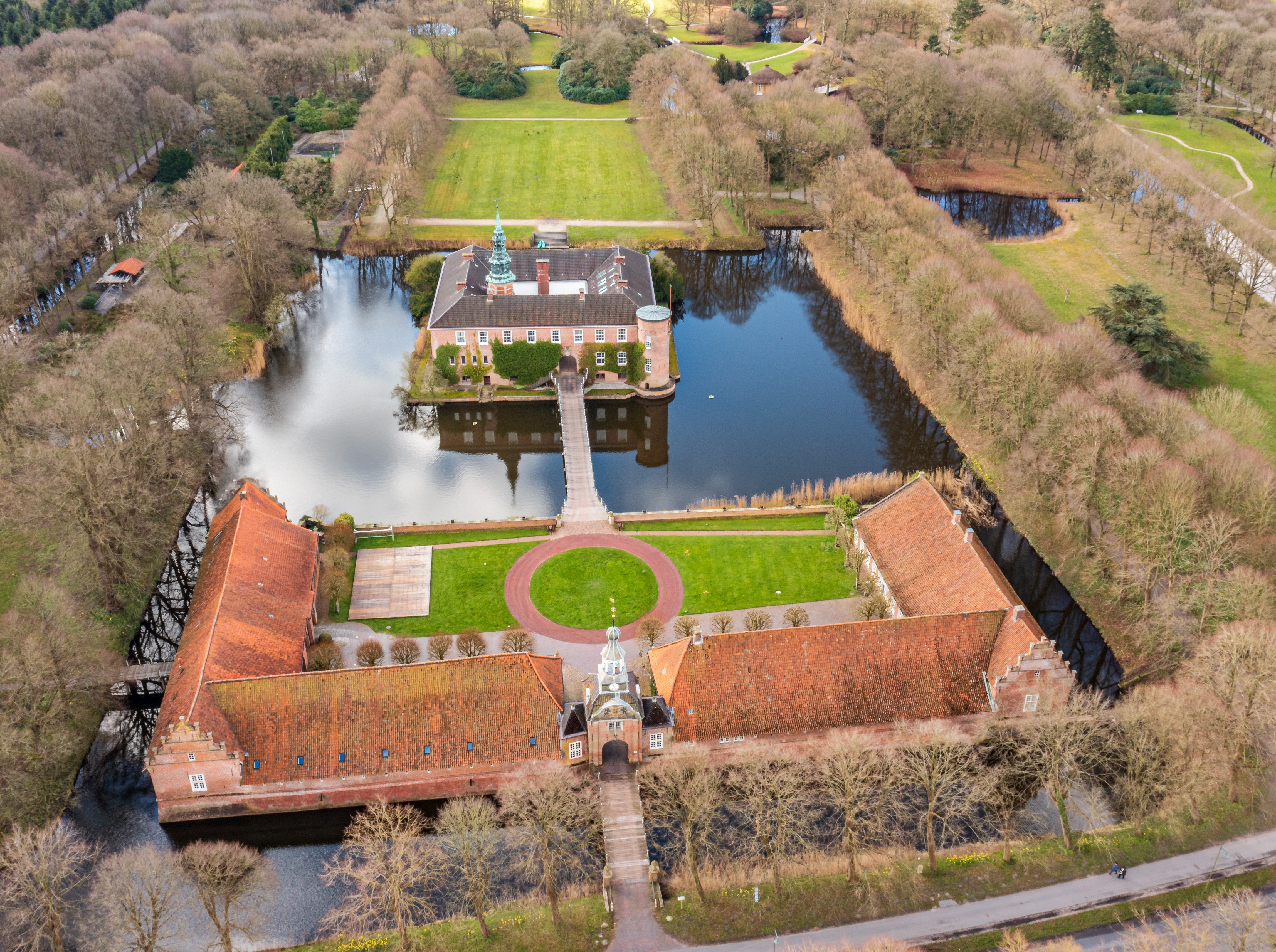
Schloss und Vorburg

In Lütetsburg stand seit 1212 ein Uthof (Außenhof) des Häuptlingsgeschlechts der Manninga, der Herren von Westeel, Pewsum und Bergum. Diesen ließ Lütet I. Manninga vermutlich um die Mitte des 14. Jahrhunderts zu einem Steinhaus ausbauen. Er wurde so zum Namensgeber des Schlosses und der sich darum entwickelnden Ortschaft.
Sein Neffe Lütet II. verlegte schließlich den Stammsitz des Geschlechts auf den sturmflutsicheren Geestrand östlich der Stadt Norden, nachdem die alte Residenz in Westeel im Jahre 1374 durch die Erste Dionysiusflut verloren gegangen war. Dessen Enkel, Lütet III., baute das dortige Steinhaus bis 1430 zu einer vierflügeligen Burg aus. Die Grundmauern des heutigen Schlosses stammen noch aus dieser Zeit.
Während der Sächsischen Fehde zerstörten Truppen der Schwarzen Garde die Burg im Jahre 1514 aus Rache dafür, dass ihnen der ostfriesische Graf Edzard II. drei Munitionsschiffe geraubt hatte.
Häuptling Unico (Onneke) Manninga (1529–1588) ließ die von einer Graft umgebene Burg in den Jahren 1557 bis 1576 an der ursprünglichen Stelle als Schloss im Stil der Renaissance wieder aufbauen und fügte der Anlage eine Vorburg hinzu, die bis heute erhalten ist. Nach Unico Manningas Tod erbte seine einzige Tochter Hyma die Burg. Durch ihre Heirat mit dem Reichsfreiherrn Wilhelm zu Innhausen und Knyphausen gelangte Lütetsburg im Jahre 1588 in den Besitz der Familie Knyphausen (heute Grafen zu Innhausen und Knyphausen), die bis heute Besitzer von Schloss Lütetsburg mit Park und Wald sind.
Während des Dreißigjährigen Krieges besetzten Truppen des Ernst von Mansfeld im Jahre 1632 das Schloss und die umliegenden Dörfer. Sie belasteten die Umgebung mit hohen Kontributionen. Und das, obwohl Dodo zu Innhausen und Knyphausen, der Sohn des Schlossherrn Wilhelm zu Inn- und Knyphausen, in Mansfelder Diensten stand. Schwer litten Schloss und Dorfbevölkerung auch unter der Einquartierung kaiserlicher Truppen unter Oberst Matthias Gallas (1627–1631) sowie der Besetzung durch Truppen der antikaiserlichen Allianz (1637–1650). Nach dem Abzug der Besatzer war die Bausubstanz des Schlosses marode. In den folgenden Jahren verfiel es immer mehr, bis Dodo (II.) zu Innhausen und Knyphausen (1641–1698) die Anlage von 1677 bis 1679 im Stil des Klassizistischen Barock umbaute. Carl Philipp zu Innhausen und Knyphausen (1711–1784) ließ Anfang des 18. Jahrhunderts den alten Torturm der Vorburg und die Zugbrücken niederreißen. Die halbmondförmige Brücke wich einer geraden und an der Stelle des alten Torturms erhielt das Gebäude 1731 einen zentralen, zweigeschossigen barocken Torturm, der nach Verlegung der Hauptzufahrt von der Ost- auf die Nordseite entstand.
Wilhelm zu Innhausen und Knyphausen, General und Oberkommandierender der hessischen Truppen in Nordamerika wurde hier am 4. November 1716 geboren und verbrachte seine letzten Jahre ab 1788 daselbst.
Am zweiten Weihnachtsfeiertag 1893 kam es in Lütetsburg zu einem schweren Brand. Auslöser war ein umgestürzter Weihnachtsbaum. Dieser entzündete die Leinwandtapeten. Es dauerte sehr lange, bis die Feuerwehren aus Hage und Norden in Lütetsburg eintrafen, so dass sie ein nahezu vollständiges Niederbrennen der innerhalb einer breiten Graft gelegenen Hauptburg nicht mehr verhindern konnten. Dabei gingen auch viele künstlerisch und historisch wertvolle Objekte verloren, so etwa hunderte von Gemälden holländischer Maler des 17. Jahrhunderts, ein Ölgemälde des preußischen Hofmalers Antoine Pesne, wertvolle friesische und holländische Schränke, Tapisserien sowie die gesamten Rüstkammerbestände. Graf Edzard zu Innhausen und Knyphausen ließ das Schloss von 1894 bis 1896 durch den renommierten Hannoverschen Architekten Hermann Schaedtler im Stil der Neorenaissance wieder aufbauen. Schaedtler orientierte sich mit seinem Entwurf einerseits an historischen Vorbildern der niederländisch-dänischen Renaissance, andererseits aber auch an jüngeren Schlossbauten in der Verwandtschaft des Bauherrn. Ein weiterer Ausbau des Schlosses erfolgte bis 1908.
Während des Zweiten Weltkriegs fielen im März 1944 140 schwere Bomben auf das Burggelände. Dadurch kamen mehrere Personen ums Leben, und das Schloss erlitt schwere Beschädigungen. Es wurde danach provisorisch wieder hergerichtet, so dass es teilweise bewohnbar war. 1956 fiel es aus ungeklärter Ursache erneut einem Großfeuer zum Opfer. Fürst Wilhelm Edzard zu Innhausen und Knyphausen ließ daraufhin den heute vorhandenen Bau in modernerem Stil auf den Grundmauern früherer Schlösser wieder aufbauen. Von den Vorgängerbauten sind nur der lang gestreckte Backsteinbau der Vorburg und der Torturm erhalten.

## Baubeschreibung

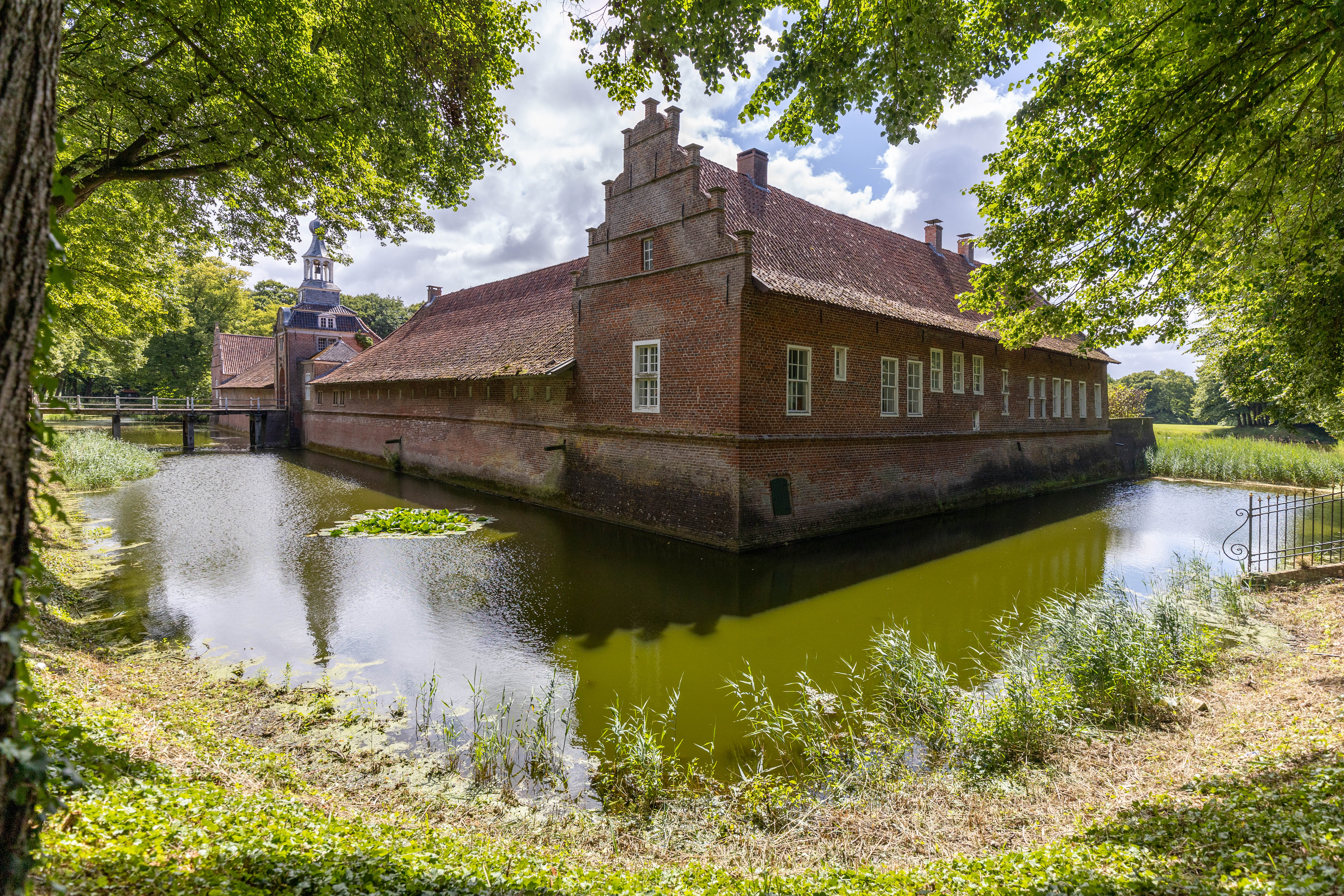
Die Vorburg

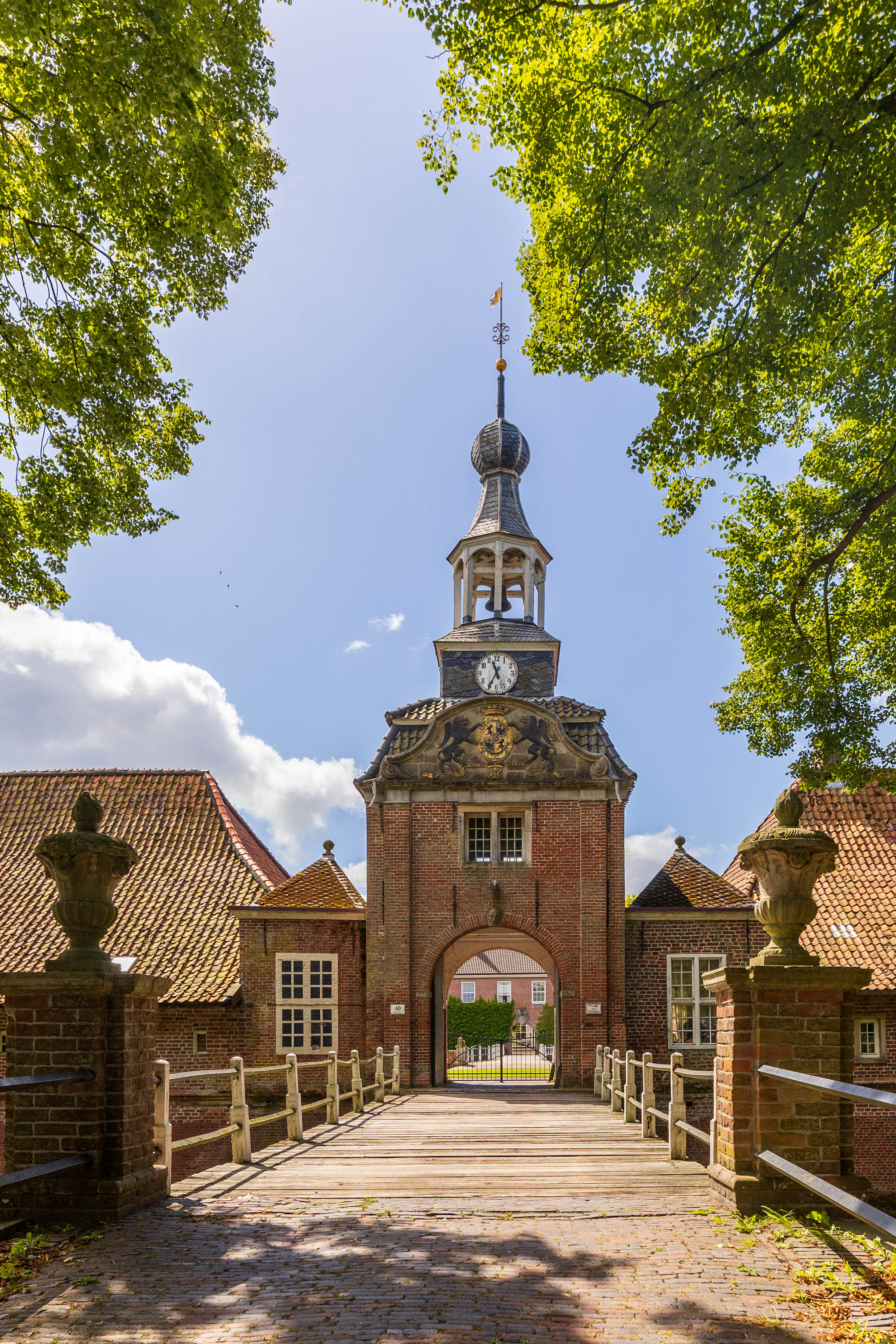
Der Torturm

Das Schloss besteht aus einer zweigeschossigen Vierflügelanlage aus Backstein mit zwei Türmen. Es entstand in den Jahren 1959 bis 1960 nach auf den barocken Vorgängerbau zurückgehenden Entwürfen von Wilhelm Edzard zu Inn- und Knyphausen. Diese setzte der Architekt Hans-Heinrich von Oppeln-Bronikowski um.
Wesentlich älter ist die Vorburg: Den parallel zur Straße gelegenen, langgestreckten Backsteinbau ließ die Familie Inn- und Knyphausen im 16. Jahrhundert in der Formensprache der niederländischen Renaissance erbauen. Der zweigeschossige Torturm mit rundbogiger Durchfahrt, seitlichen Pilastern, geschwungenem Sandsteingiebel und wappenhaltenden Löwen entstand 1731 im Zentrum der Vorburg.

## Schlosspark

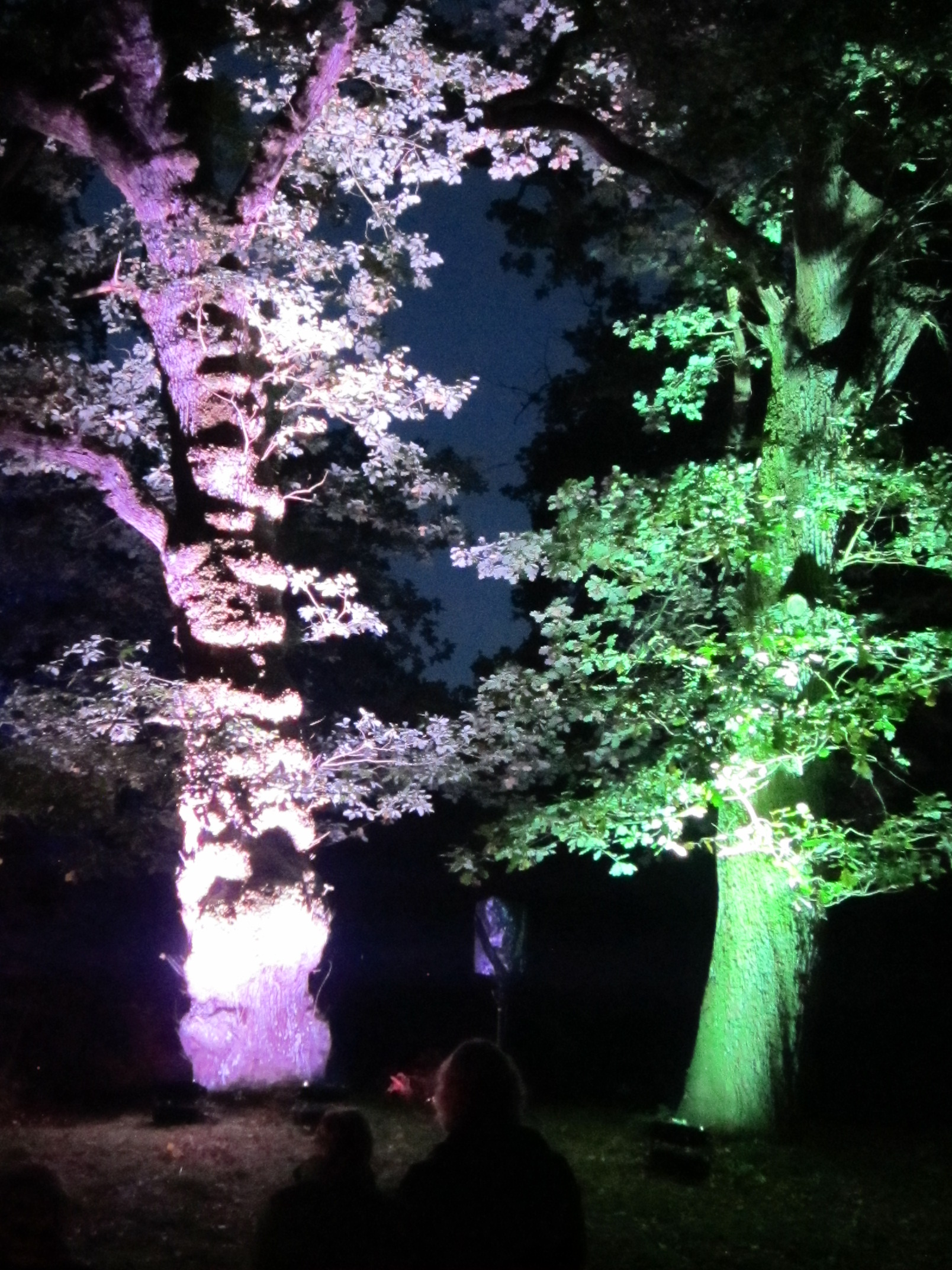
Illuminierter Schlosspark

Der Schlosspark Lütetsburg wurde Anfang des 18. Jahrhunderts im Stil des niederländischen Barock gestaltet und wies dem damaligen Zeitgeist entsprechend eine kleinteilige Parzellierung auf. Ende des 18. Jahrhunderts fiel er wüst. Edzard Mauritz Freiherr von Inn- und Knyphausen ließ ihn daraufhin in den Jahren 1790–1813 von dem Oldenburger Hofgärtner Carl Ferdinand Bosse neu anlegen. Nach seinen Plänen entstand auf dem etwa 30 Hektar großen Areal der größte private Englische Landschaftsgarten Norddeutschlands. Deutlich ist der Anlage die in der zweiten Hälfte des 18. Jahrhunderts einsetzende Hinwendung zur Romantik im Sinne Jean-Jacques Rousseaus anzusehen. Er zählt zu den wenigen auf dem Kontinent erhaltenen Beispielen dieses frühromantischen Gartentyps. Durch den Park führt ein Wegenetz von ca. 5 km Länge, das der Öffentlichkeit zugänglich ist.
Seit 2015 wird alljährlich im Frühherbst im Schlosspark von Lütetsburg das Lichtkunstfestival „Illumina“ durchgeführt. Dabei werden Bäume illuminiert, aber auch Lichtinstallationen aufgebaut. Die Darbietung wird durch Klangeffekte und gesprochene Texte akustisch untermalt. Zu den vierzehn Szenarien führte 2017 ein ca. zwei Kilometer langer Rundkurs.